# Česká pošta
Česká pošta, s.p. je český státní podnik provozující poštovní služby na území České republiky. Společnost zaměstnává zhruba 20 000 zaměstnanců (stav k roku 2025) a patří mezi největší zaměstnavatele v Česku.
Od 1. března 2023 byl pověřen řízením České pošty Miroslav Štěpán, který nahradil odvolaného generálního ředitele Romana Knapa.
Dne 1. ledna 2025 byla založena akciová společnost Balíkovna, která převezme od České pošty doručování balíků a veškerou logistickou činnost. Česká pošta chce v budoucnu Balíkovnu prodat. 

## Historie

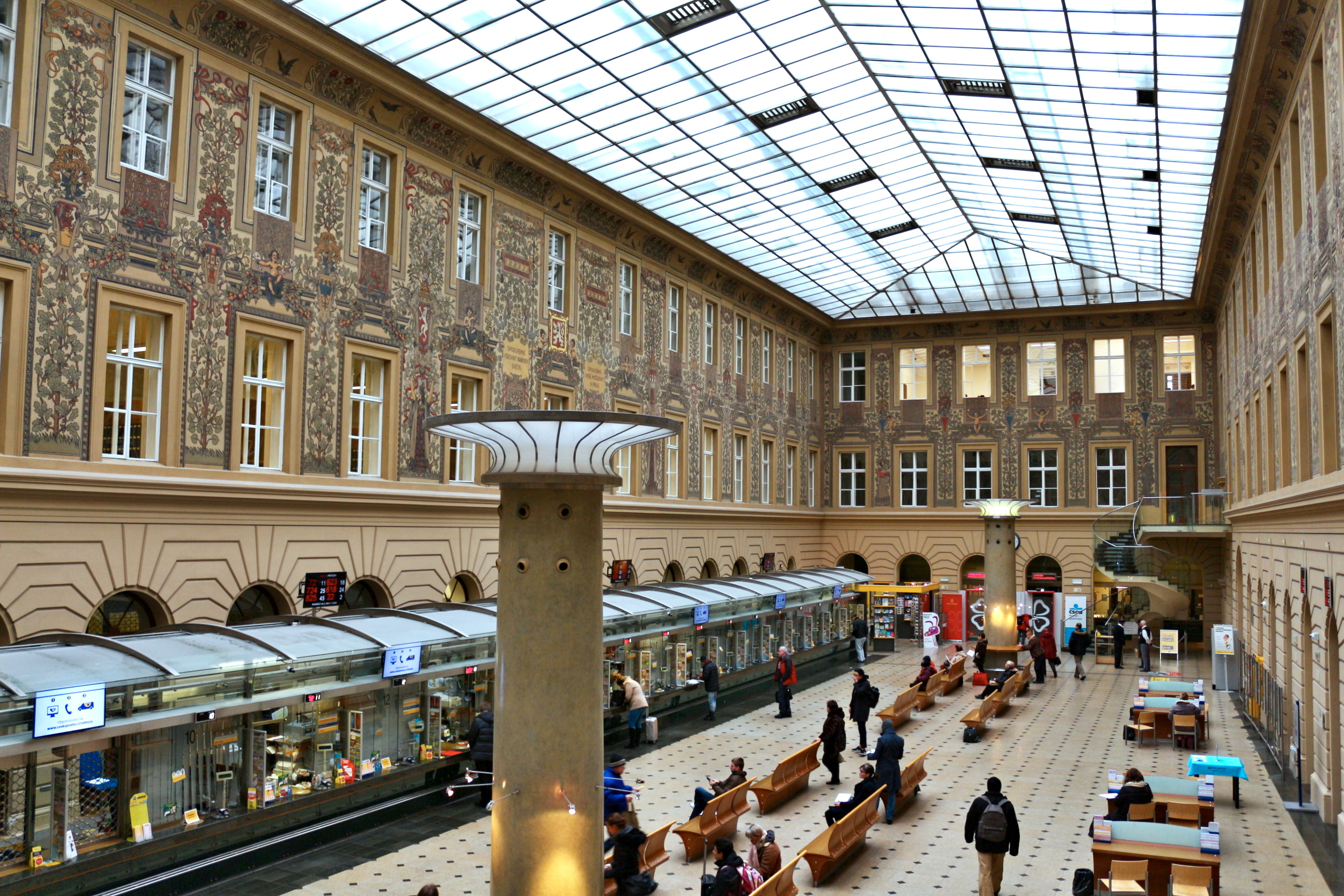
Interiér sídla České pošty v Jindřišské ulici v Praze.

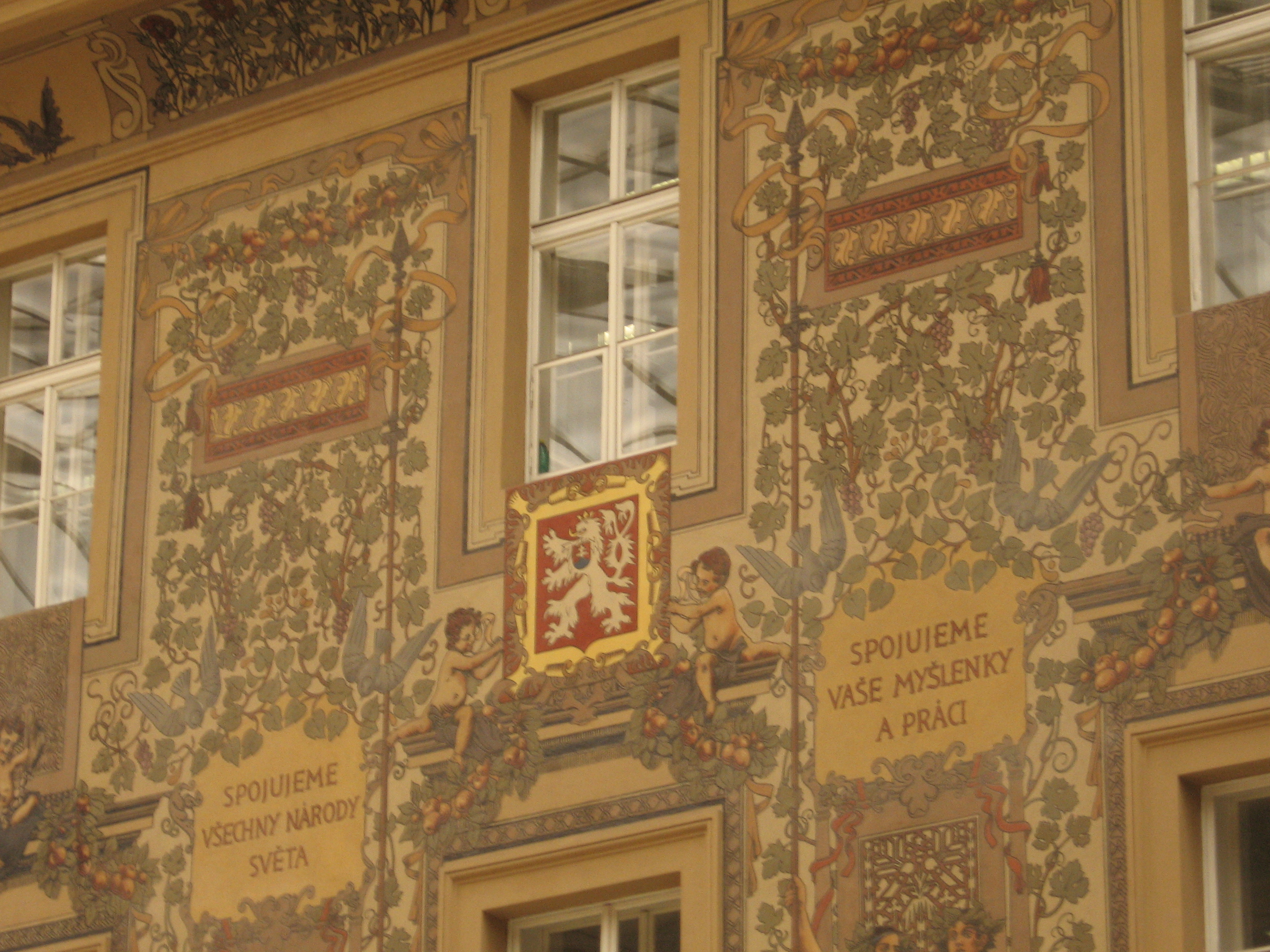
Vnitřní výzdoba hlavní pošty v Praze v Jindřišské ulici.

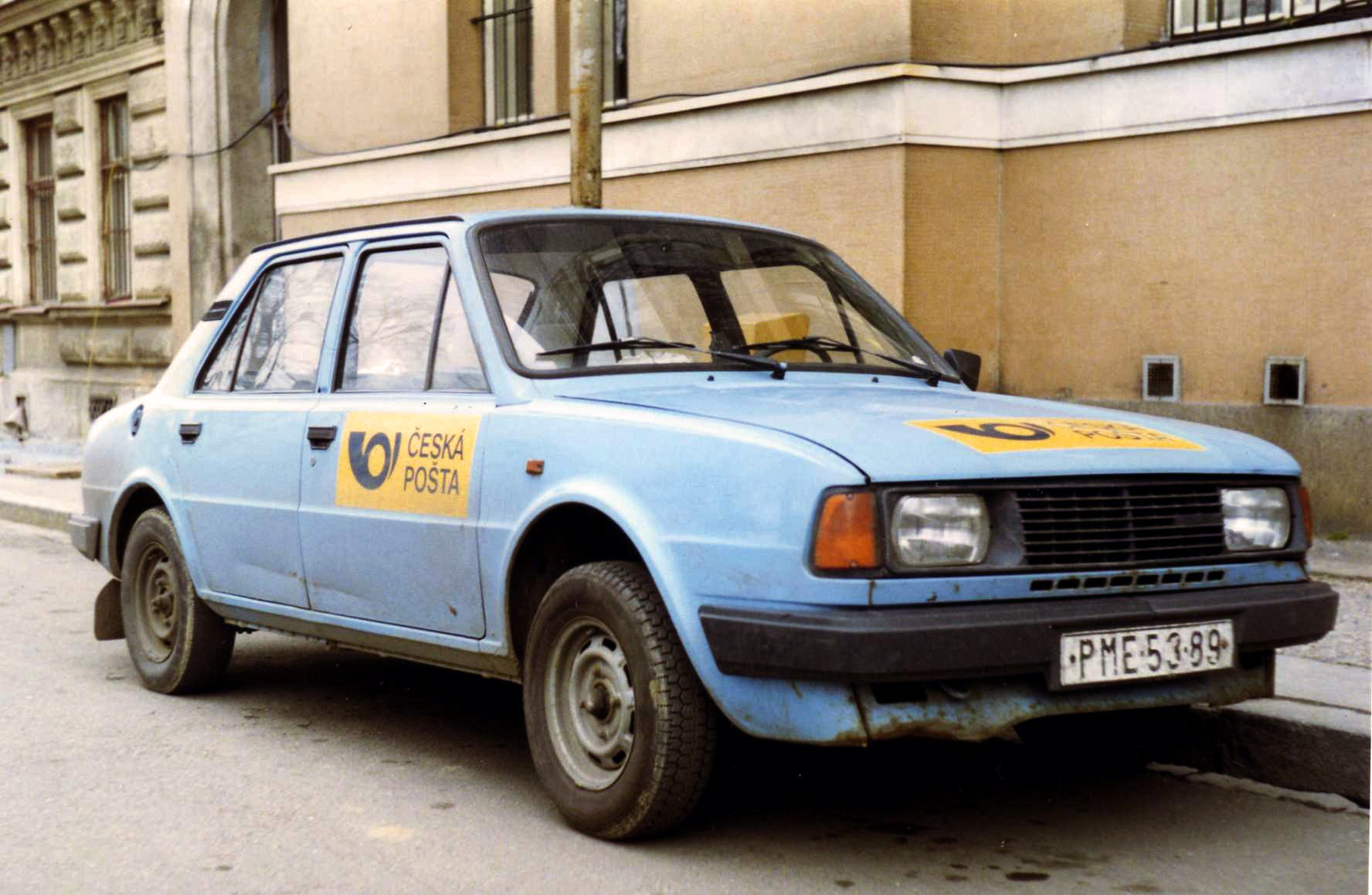
Poštovní vůz z roku 1994.

Státní podnik Česká pošta vznikl současně s osamostatněním České republiky 1. ledna 1993, zároveň byla z původní Československé pošty vyčleněna Slovenská pošta a česká správa telekomunikací.

### Historie Československé pošty
- 13. listopad 1918 – vznik Ministerstva pošt a telegrafů, kterému podléhal poštovní, telegrafní, telefonní i radiokomunikační provoz.
- 25. září 1924 – vyčlenění státního podniku Československá pošta. Vládním nařízením byla Československá pošta prohlášeno podnikem, který je spravován podle zásad obchodního hospodaření. Po provedení administrativních opatření (vytvoření organizačního řádu) se řízení podniku ujal v dubnu 1925 šestičlenný správní sbor.[5]
- 13. říjen 1938 – přešla působnost ministerstva pošt a telegrafů ve věcech slovenských na ministra dopravy pro Slovensko v Bratislavě.
- 4. listopad 1938 – bylo zrušeno samostatné československé ministerstvo pošt a telegrafů a spolu s ministerstvem železnic sloučeno v ministerstvo dopravy.
- 1. leden 1939 – v rámci ministerstva dopravy se sloučily podniky Československé státní dráhy a Československá pošta pro zemi Českou a Moravskoslezskou v jeden podnik s názvem Československé dráhy a pošty v zemích českých.
- 15. březen 1939 – po okupaci republiky došlo podřízení pošty německým zájmům. Poštovní záležitosti zůstaly v agendě protektorátního ministerstva dopravy až do listopadu 1942, kdy přešly pod nově zřízené ministerstvo dopravy a techniky.
- 1. červenec 1949 – došlo ke znárodnění státního podniku Československá pošta a následně byla provedena i reorganizace ministerstva pošt.
- 1. květen 1952 – přistoupil Ústřední výbor KSČ ke zrušení národního podniku Československá pošta. Z dosavadního podnikatelského subjektu se stal státní úřad řízený podle sovětského vzoru.
- 1960 – uskutečnila se centralizace nejvyšších orgánů pošt, telekomunikací a dopravy. Ze dvou doposud samostatných ministerstev vzniklo jediné ministerstvo dopravy a spojů.
- 1963 – osamostatnění rezortu spojů pod hlavičkou Ústřední správy spojů, která byla k 1. lednu 1969 nahrazena Federálním výborem pro pošty a telekomunikace. Na republikové úrovni došlo ke zřízení Ministerstva pošt a telekomunikací ČSR v Praze a Ministerstva dopravy, pošt a telekomunikací SSR v Bratislavě.
- 1. leden 1971 – vznik Federálního ministerstva spojů ČSSR.
- 1988 – došlo k opětovnému sloučení spojů s odvětvím dopravy ve Federálním ministerstvu dopravy a spojů.
- Červenec 1989 – zřízení státního podniku Správa pošt a telekomunikací Praha.
- Červenec 1990 – na území České republiky přechází odvětví spojů do kompetence nově zřízeného ministerstva pro hospodářskou politiku a rozvoj.
- Říjen 1992 – odvětví spojů je převedeno z působnosti zrušeného ministerstva spojů pod Ministerstvo hospodářství ČSFR a Ministerstvo hospodářství ČR.

### Historie České pošty
- 31. prosinec 1992 – z rozhodnutí ministra hospodářství č. 378/1992 ze dne 16. prosince 1992 odstavce II, byla Správa pošt a telekomunikací, s. p., (SPT, s. p.) Praha rozdělena na dva samostatné podniky (Česká pošta, s. p., a SPT Telecom, s. p.).
- 1. leden 1993 – vznik České pošty, s. p. Zakladatelem je Ministerstvo vnitra České republiky.
- 1993 – zahájeno zavádění APOSTu (automatického poštovního systému)[6]
- 29. květen 1999 – zrušen ambulantní způsob třídění zásilek (t. j. způsob, kdy byly zásilky pracovníky České pošty zpracovávány během cesty), veškeré zpracovávání poštovních zásilek od této chvíle probíhá pouze v SPU (Sběrné přepravní uzly) či na poštách.
- 1. duben 2005 – dohledem nad Českou poštou pověřen Český telekomunikační úřad
- 1. září 2005 – zavedena akreditace k poskytování certifikátů elektronických podpisů.
- 24. listopad 2005 – rozhodnutím Českého telekomunikačního úřadu byla České poště udělena na období 1. leden 2006 – 31. prosince 2008 poštovní licence.
- 1. září 2006 – bylo na základě požadavku Českého telekomunikačního úřadu přejmenováno 593 pošt tak, aby název pošty obsahoval důsledně neupravený název obce (bez upřesňujících přívlastků), s výjimkou obcí s názvem složeným z názvů dvou částí obce, kdy název pošty má obsahovat pouze název jedné z částí.[7][8]
- 1. říjen 2006 – z rozhodnutí generálního ředitele byl zrušen odštěpný závod Mezinárodní provoz (08), OZ Dodavatelské a obchodní služby (09) a OZ VAKUS (10, zkratka z původního názvu Výpočetní a kontrolní ústředna spojů).
- 22. listopad 2006 – Dozorčí rada projednala návrh projektu přeměny České pošty na akciovou společnost a pověřila generálního ředitele Karla Kratinu dalším rozpracováním projektu.
- 1. dubna 2007 – Vstoupilo v platnost rozhodnutí generálního ředitele České pošty, s. p., kterým se k 31. 3. 2007 ruší Poštovní přepravy a Sběrné přepravní uzly v působnosti Odštěpných závodů a k 1. dubnu 2007 se v rámci Generálního ředitelství zřizuje sekce poštovní přepravy, v jejíž působnosti jsou nově zřízeny Sběrné přepravní uzly.
- 1. květen 2007 – Byla ukončena činnost SPU Břeclav a SPU Jihlava, území v jejich působnosti bylo zahrnuto do působnosti SPU Brno[9][10][11]
- Srpen 2007 – vláda schválila záměr přeměny České pošty na akciovou společnost (později přehodnoceno, nezrealizováno)
- 9. březen 2009 – Ministr vnitra a generální ředitel České pošty, s. p., podepsali smlouvu o provozování informačního systému datových schránek. Správcem informačního systému datových schránek je Ministerstvo vnitra, provozovatelem systému Česká pošta. Podpis smlouvy souvisí se zákonem 300/2008 Sb., o elektronických úkonech a autorizované konverzi dokumentů, který vstoupil v platnost 1. července 2009
- Leden 2008 – Česká pošta přesídlila z Prahy 3 v Olšanské ulici 38 na Nové Město do Prahy 1, ulice Politických vězňů.
- Říjen 2009 – Ministerstvo vnitra požádalo Ministerstvo financí o zastavení příprav na privatizaci části majetku České pošty, s. p., mimo jiné z důvodu nutnosti zajistit klíčové projekty elektronizace veřejné správy (např. datové schránky, Národní informační systém IZS), které byly realizovány Ministerstvem vnitra v úzké součinnosti s Českou poštou, s. p.
- Listopad 2009 – zákazníci České pošty mohou využívat ochránce svých práv – ombudsmana. Historicky prvním poštovním ombudsmanem se stala JUDr. Zuzana Kvášová.
- Prosinec 2009 – Česká pošta zahájila pilotní projekt s názvem Pošta PARTNER. Boží Dar se stal prvním městem, kde se Pošta PARTNER objevila. Jde o pobočku, kterou na základě smlouvy, jasně vymezující povinnosti a také finanční odměnu, provozuje smluvní partner České pošty. V tomto případě se jedná o obecní úřad v Božím Daru.
- 1. duben 2010 – Česká pošta přestala poskytovat telegrafní službu z důvodu nezájmu veřejnosti.
- Leden 2013 – Česká pošta zavedla po úspěšném pilotním provozu novou službu DINO (Dluhové inkaso obyvatelstva). Pilotní provoz probíhal od května 2012.
- 27. únor 2015 – Česká pošta spustila pilotní fázi nové mobilní aplikace PohledniceOnline.
- 25. květen 2015 – Vláda schválila novelu zákona o poštovních službách. Návrh zákona garantuje České poště, s. p., že bude mít uhrazeny náklady na poskytování univerzální služby přímo ze státního rozpočtu. Dosud měl financování řešit kompenzační fond, který ovšem nikdy nefungoval. Novela zákona stanoví maximální hranici úhrady, na kterou může Česká pošta, s. p., v jednotlivých letech dosáhnout. Částka se v průběhu času snižuje z maximálních 700 milionů korun za rok 2015 až na 500 milionů za rok 2017.
- Červen 2023 – Dozorčí rada České pošty schválila transformační plán, který počítá s rozdělením České pošty na provozovatele poboček poskytujícího služby objednané státem a na komerční doručovací firmu, Balíkovnu.[12][13] Za rok 2023 pak dosáhla ztráta České pošty 756 milionů korun.[14]
- 30. června 2023 – Česká pošta ruší 300 (tj. necelou desetinu z celkového počtu 3 200) svých poboček po celé zemi[15][16] a propouští 950 zaměstnanců.[17] Ztráta za rok 2022 dosáhla 1,5 miliardy korun a poště tak bez úspor hrozí insolvence.[18] V roce 2025 začala v souvislosti s ruskou agresí na Ukrajině o převzetí některých nevyužívaných budov pošty uvažovat armáda.[19]

## Sídlo a organizační struktura

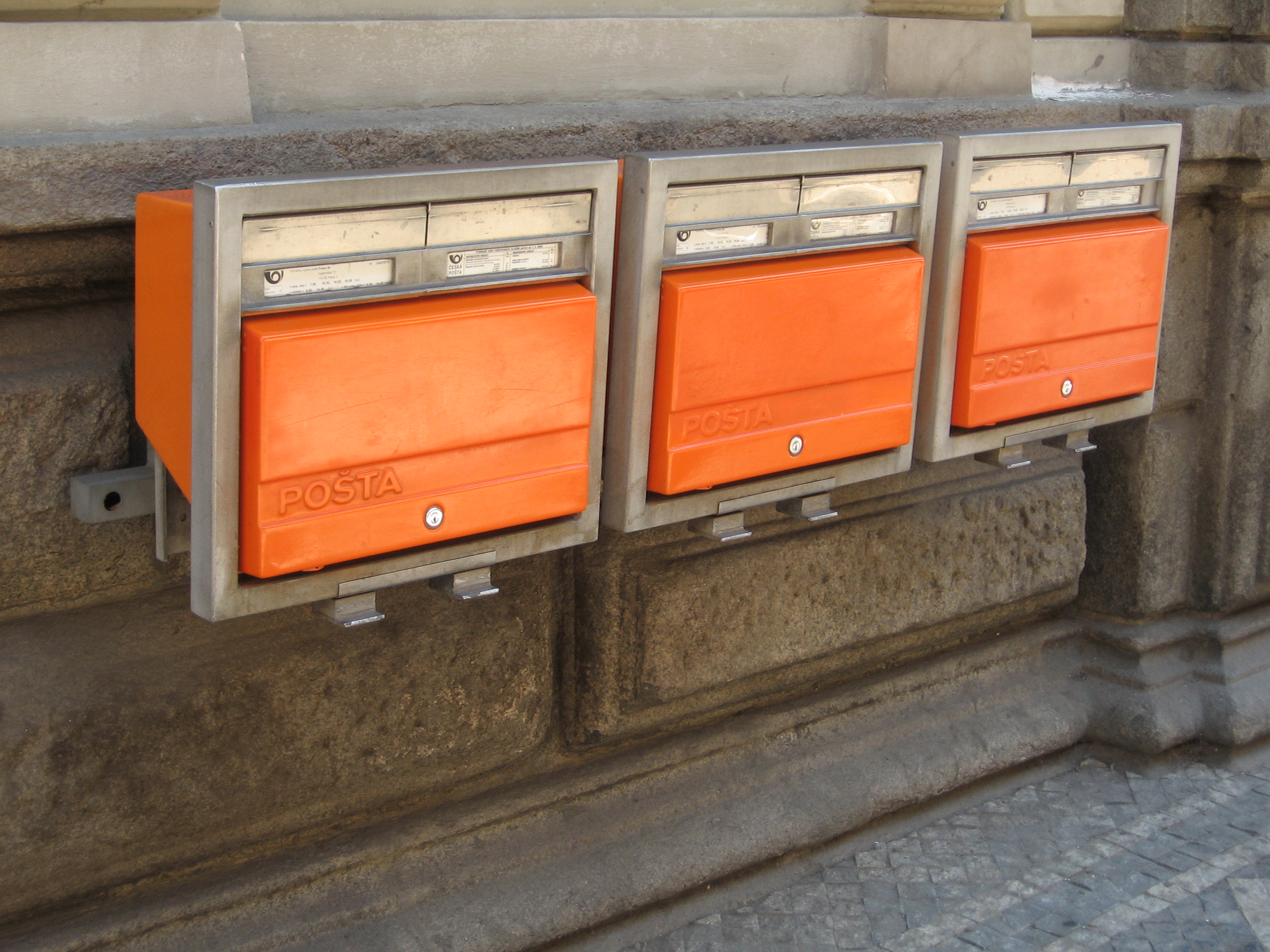
Poštovní schránky na budově hlavní pražské pošty.

Odštěpné závody se až do výmazu začátkem roku 2008 označovaly číslem odštěpného závodu v závorce za IČ.
Podnik Česká pošta, s. p., je řízený generálním ředitelstvím, v jehož čele stojí generální ředitel.
- Generální ředitel – jako statutární orgán České pošty, s. p., řídí jeho činnost a jedná jeho jménem. Rozhoduje o všech záležitostech České pošty, s. p., pokud nejsou zákonem vyhrazeny do působnosti zakladatele (podle § 12 zákona o státním podniku a zakládací listiny České pošty, s. p.).
- Dozorčí rada – má dvanáct členů a dohlíží na činnost generálního ředitele a uskutečňování podnikatelských záměrů České pošty, s. p. V souladu se zákonem č. 77/1997 Sb., o státním podniku, v platném znění je osm členů dozorčí rady jmenováno a odvoláváno zakladatelem a čtyři členové jsou voleni a odvoláváni zaměstnanci podniku. K 31. prosinci 2014 měla dozorčí rada dvanáct členů.
- Výbory dozorčí rady – dozorčí rada zřizuje výbory dozorčí rady jako své pracovní orgány. Jednání výborů slouží zejména k předběžnému a podrobnějšímu projednání materiálů, kterými se následně zabývá rada. Členové výborů jsou voleni a odvoláváni dozorčí radou.

Generální ředitelství má tři divize a osm samostatných Úseků. Pod působnost Generálního ředitelství spadá 7 Regionů (původně odštěpných závodů) a 9 Sběrných přepravních uzlů (SPU):
Seznam Regionů, v závorce původní číslo odštěpného závodu:
- Praha (01)
- Střední Čechy (02)
- Západní a Jižní Čechy (03)
- Severní Čechy (04)
- Východní Čechy (05)
- Jižní Morava (06)
- Severní Morava (07)

Odštěpné závody se dále člení na „poštovní provozy“ a „dopravní závody“. Třídění a poštovní přeprava byly od 1. dubna 2007 vyčleněny z odštěpných závodů a zařazeny do nové Sekce poštovní přepravy, pod niž nyní spadají sběrné přepravní uzly (SPU).
Uvedené členění na odštěpné závody odpovídá aktuálnímu zápisu v Obchodním rejstříku a prezentaci České pošty, s. p., na jejím webu. Faktické fungování je však ovlivněno probíhající reorganizací.
- Sídlo:

```
Česká pošta, s.p.
Politických vězňů 909/4
Nové Město
225 99 Praha 1
```

- Podatelna pro veřejnost (P.O.BOX):

```
Česká pošta, s.p.  
P.O. BOX 99   
225 99  PRAHA 025
```

## Generální ředitelé
V červnu 2004 rezignoval generální ředitel Jan Přibyl (ředitelem od roku 1992), jemuž podle deníku Právo ministr Vladimír Mlynář vytýkal střet zájmů spočívající v členství v dozorčí radě eBanky. Časopis Týden napsal, že Přibyl podepisoval smlouvy bez vědomí dozorčí rady České pošty.
17. září 2008 rezignoval generální ředitel JUDr. Karel Kratina poté, co podle svých slov dokončil přípravu podniku k privatizaci. Od 1. října 2008 byl generálním ředitelem Ing. Petr Sedláček, 18. prosince 2009 však kvůli malé politické podpoře pro transformaci podniku rezignoval s účinností ke konci roku 2009.
Od ledna 2010 byla ředitelkou České pošty Marcela Hrdá, která předtím působila jako členka představenstva a ředitelka divize ve státním podniku Letiště Praha. Jejím hlavním úkolem bylo připravit podnik na vstup konkurence na trh. Transformace ani privatizace podniku již mezi jejími úkoly jmenovány nebyly, přípravu na privatizaci zastavilo ministerstvo vnitra v listopadu 2009.
Marcela Hrdá byla odvolána k 28. 2. 2011 a na její místo byl jmenován Petr Zatloukal, který rezignoval k 31. 3. 2014.
Od 1. dubna 2014 Českou poštu vedl Martin Elkán, nejdříve jako dočasný ředitel a od 13. června 2014 do 22. února 2018 jako generální ředitel.
Od 18. června 2018 do 28. února 2023 byl generálním ředitelem Roman Knap.
Od 1. března 2023 Českou poštu vedl Miroslav Štěpán (z pověření). Ke dni 15. února 2024 byl jmenován řádným generálním ředitelem.

## Transformace
Vláda Miloše Zemana návrh transformace pošty na akciovou společnost neschválila. Ministr informatiky Vladimír Mlynář v roce 2003 v souladu s programovým prohlášením vlády Vladimíra Špidly vyjádřil záměr předložit na přelomu června a července 2004 vládě záměr transformačního zákona, jímž by Česká pošta byla přeměněna na akciovou společnost. Účelem mělo být rozdělení řídicích kompetencí též na představenstvo a dozorčí radu a otevřená možnost případné částečné privatizace některých činností a kapitálové propojení s jinými subjekty. Některá ministerstva, například Ministerstvo financí (ministr Bohuslav Sobotka), s návrhem vyjádřila nesouhlas. Ministerstvo informatiky vydalo k 16. červenci 2004, v době pádu Špidlovy vlády, dokument s názvem Rok a půl existence ministerstva informatiky, v němž se uvádí: „Ministerstvo informatiky práce na návrhu zákona pozdrželo a s jeho dokončením čeká na ustavení nové vlády a případnou změnu jejich priorit.“
Postoje k transformaci České pošty a její postavení na trhu byly předmětem programů některých politických stran.
Deregulace poštovních služeb a transformace České pošty se chystala využít například nadnárodní logistická skupina DHL.
Vláda ČR na svém jednání dne 12. listopadu 2014 rozhodla o zastavení transformačního procesu České pošty na akciovou společnost. Ještě v říjnu 2014 se proti záměru stavěl vedle pravicové opozice také ministr financí Andrej Babiš (ANO), po jednání s ředitelem pošty ale názor změnil. Ukončení transformačního procesu uvítal také bývalý ředitel České pošty Martin Elkán.

## Činnost

### Poštovní síť

#### Stav v roce 2013
Česká pošta měla v roce 2013 na území Česka:
- 3 408 organizačních jednotek celkem (včetně Pošt Partnerů, Výdejních míst a Poštoven),
- 3 249 pošt (3 385 pošt v roce 2010),
- 14 poštoven,
- 79 výdejních míst,
- 16 dislokovaných přepážek,
- 8 108 doručovacích okrsků listovních (z toho 3 511 motorizovaných doručovacích okrsků),
- 22 106 poštovních schránek,
- 33 Pošt Partner.
- Na konci roku 2013 připadalo na jedno obslužné místo 2 983 obyvatel (v roce 2012 to bylo 3 071),
- Počet obyvatel na jednu schránku se v roce 2013 oproti roku 2012 snížil ze 471 na 462.

#### Stav v roce 2020
Česká pošta měla v roce 2020:
- 3 297 obslužných míst, z toho:
  - 2 543 vlastních provozoven (zajišťovaných Českou poštou)
  - 754 provozoven zajišťovaných třetí osobou, z toho:
    - 692 pošt Partner,
    - 56 výdejních míst
    - 6 poštoven[37]

#### Dodejny
Dodejna je technická pobočka zajišťující doručování zásilek v dané oblasti. Jiné služby nezajišťuje. V dubnu 2022 bylo dodejen 266. Dodejen dlouhodobě ubývá (centralizují se) kvůli klesajícímu počtu listovních zásilek.

#### Depa
Depo (nebo řídící depo) je technická pobočka zajišťující doručování balíkových (a někdy i listovních) zásilek v dané oblasti a třídění balíkových zásilek pro dodejny příslušící k danému depu. Jiné služby nezajišťuje. Síť dep byla budována v desátých letech 21. století, často v nových objektech. Obvykle je jedno depo v každém okrese. V dubnu 2022 bylo zřízených 66 dep, z toho řídících dep 16.

#### Mobilní pošta
Česká pošta nabízí v rámci ČR i službu mobilní pošty, v lokalitách kde nejsou aktuálně kamenné pobočky České pošty. V roce 2022 se jednalo o 7 vozů, které obsluhovaly tuto službu. Automobily na sobě mají loga a motivy z poštovní historie s nápisem Mobilní pošta.
V srpnu 2022 aktuálně obsluhují lokality na Českolipsku a Jíčínsku (obce Kvítkov, Holany, Vrchovany, Skalku u Doks, Zeleneckou Lhotu, Zámostí–Blata a Újezd pod Troskami)
Dále na Náchodsku a Pardubicku (obce Zábrodí, Kramolná, Slavoňov, Borová, Černá u Bohdanče, Bukovka, Dolany a Srch)
Dále působí na Třebíčsku a Prachaticku (obce Struhařov, Radošovice, Kondrác, Veliš, Trnava, Oslavice, Dolní Heřmanice, Smrk, Slavičky, Mičovice, Hracholusky, Žernovice, Těšnovice a Chlumany)

#### Czech POINT
Czech POINT je zkratkou pro Český Podací Ověřovací Informační Národní Terminál, který je asistovaným místem výkonu veřejné správy. Česká pošta nabízí tuto službu na téměř 1000 pobočkách, na kterých mohou klienti získat ověřené výstupy z rejstříku trestů, katastru nemovitostí, mohou si požádat o nové přístupové údaje k datové schránce nebo ohlásit živnost. Na pobočkách označených logem Czech POINT je také možné provádět ověřování listin – vidimaci a ověřování podpisů – legalizaci .

#### Pošta Partner

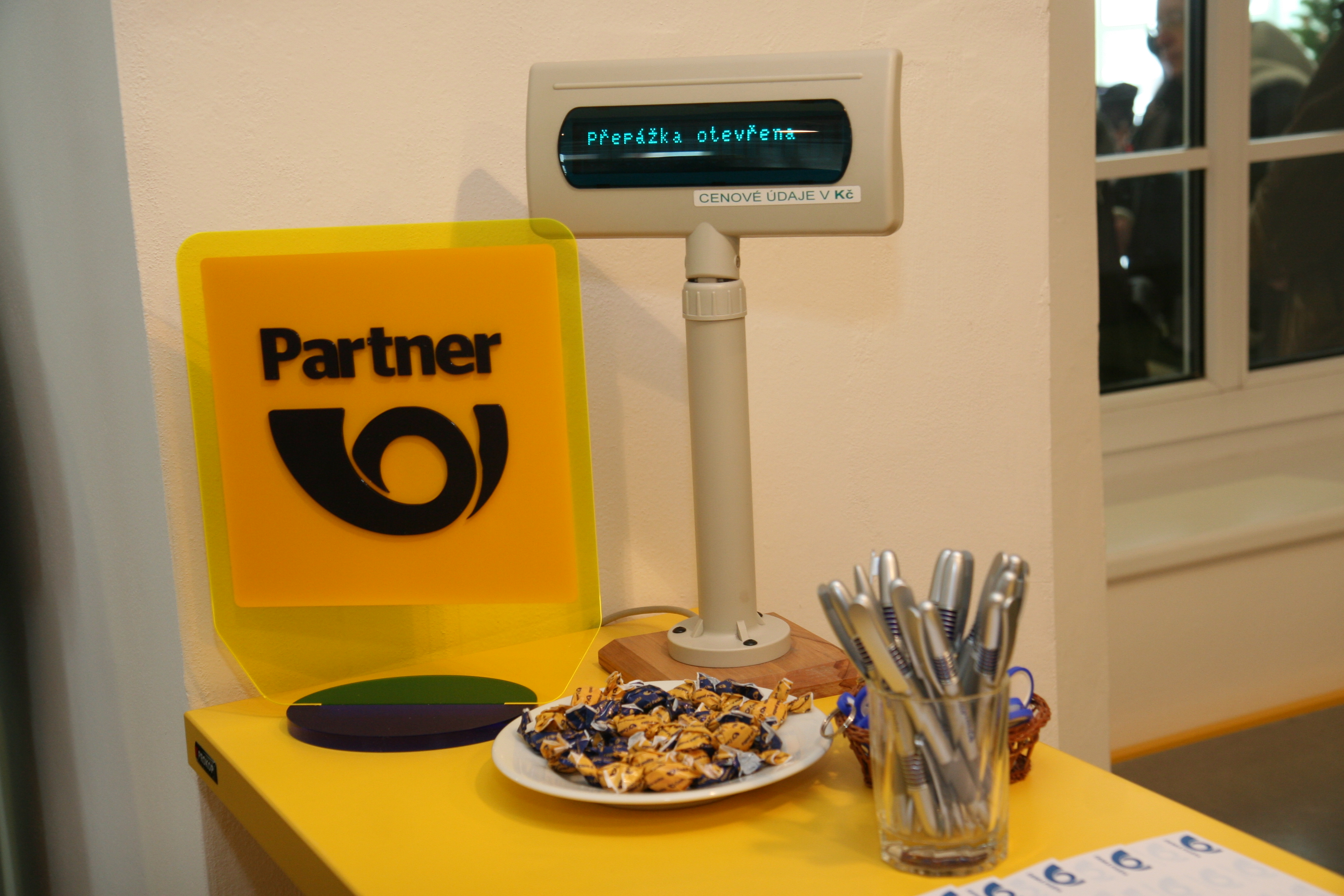
Pošta Partner v obci Boží Dar.

Česká pošta začala připravovat projekt Pošta Partner v roce 2008. V prosinci 2009 byla otevřena první pobočka Pošty Partner na Božím Daru. Smyslem celého projektu je převést část poboček na pošty provozované třetí osobou podobně jako je tomu v zahraničí. Ke konci roku 2017 bylo v ČR celkem 428 pošt Partner.

### Právní úprava činností
Činnost České pošty se řídí řadou právních předpisů.
Podnik je držitelem poštovní licence podle zákona č. 29/2000 Sb., o poštovních službách, v platném znění. Rozsah služeb, k nimž je třeba poštovní licence, stanoví nařízení vlády. Vyhláška stanoví držitelům poštovní licence podmínky poskytování základních služeb a požadavky na jejich kvalitu. K provozování základních služeb je třeba prokazovat finanční způsobilost.
Podrobnou technickou specifikaci jednotlivých základních služeb stanoví vyhláška č. 464/2012 Sb., o stanovení specifikace jednotlivých základních služeb a základních kvalitativních požadavků na jejich poskytování, ve znění vyhlášky č. 203/2016 Sb.
Dne 24. 7. 2015 nabylo platnost nařízení vlády č. 178/2015 Sb., o stanovení minimálního počtu provozoven pro poskytování základních služeb, které je účinné od 1. 1. 2016. Toto nařízení stanoví, že minimální počet provozoven držitele poštovní licence pro zajištění a poskytování základních služeb činí 3 200.
Jakožto provozovatel poštovních služeb jsou Česká pošta s. p. a její pracovníci vázáni mlčenlivostí, tzv. poštovním tajemstvím.
V mezinárodním poštovním styku se Česká pošta řídí úmluvami a ujednáními uzavřenými na kongresech Světové poštovní unie, které je členem, a též dvoustrannými dohodami mezi Českou poštou a zahraničními poštovními správami.

## Ekonomika a monopolní výhrada
Česká pošta s. p. působí na poštovním trhu, který je plně deregulován (tzn. působí na něm i další subjekty poskytující služby v oblasti přepravy zásilek), Česká pošta byla (do 1. 1. 2013) držitelem tzv. poštovní výhrady (monopolu). Podmínkou pro udělení výhrady bylo povinnost poskytovat základní poštovní služby na celém území za srovnatelných podmínek a v předepsané kvalitě.

#### Udělení poštovní licence
České poště, s.p. bylo dne 12. prosince 2017 udělena poštovní licence s platností od 1. ledna 2018 do 31. prosince 2022, s tím, že držitel této licence má povinnost zajistit na celém území České republiky všeobecnou dostupnost základních služeb podle § 3 odst. 1 zákona o poštovních službách, a to:
a) službu dodání poštovních zásilek do 2 kg,
b) službu dodání poštovních balíků do 10 kg,
c) službu dodání peněžní částky poštovním poukazem,
d) službu dodání doporučených zásilek,
e) službu dodání cenných zásilek,
f) službu bezúplatného dodání poštovních zásilek do 7 kg pro nevidomé osoby,
g) služby, které musí být zajištěny na základě závazků vyplývajících z členství České republiky ve Světové poštovní unii.

## Služby

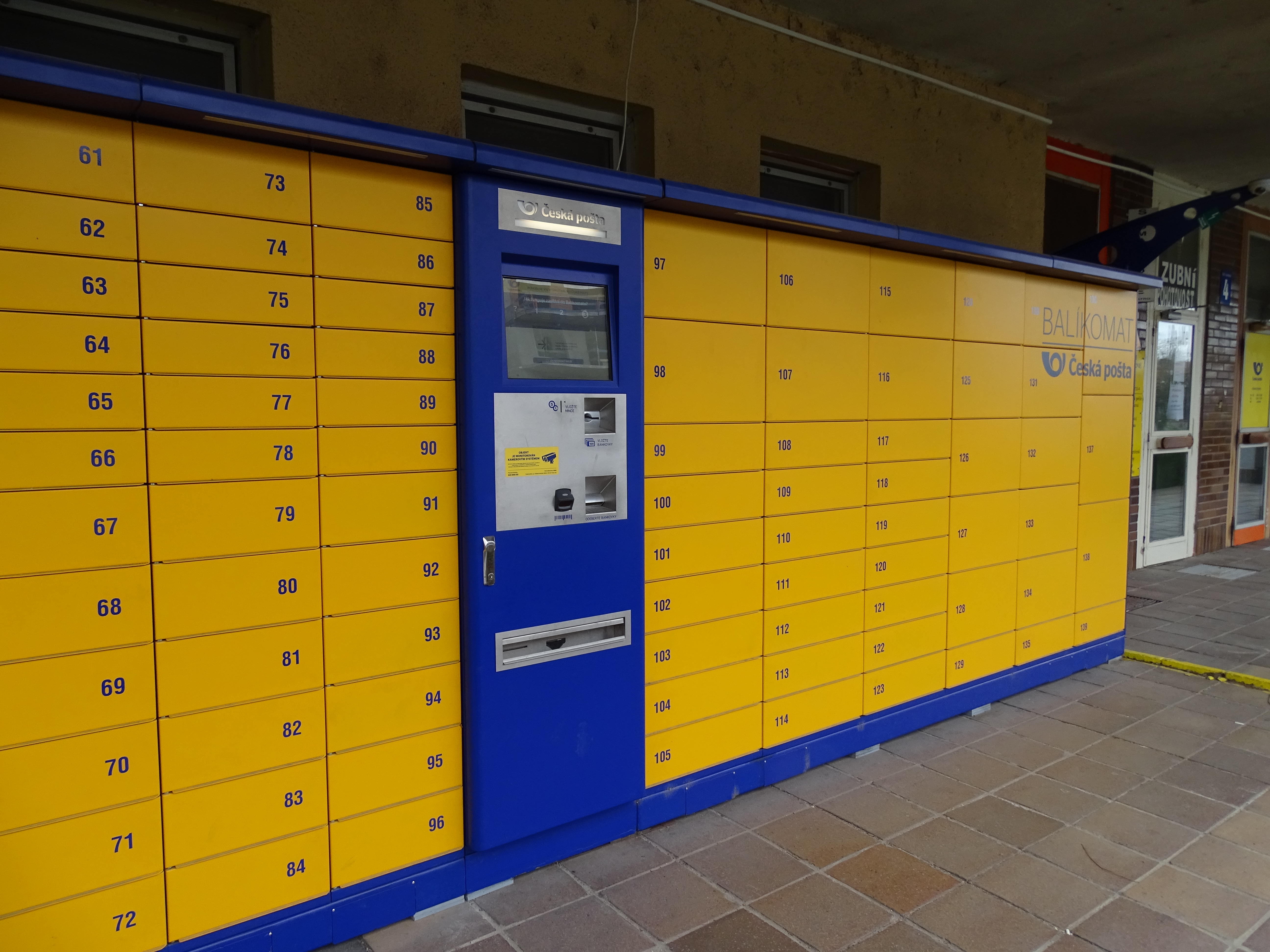
Balíkomat

Kromě přijímání, přepravy a doručování poštovních a neadresných zásilek Česká pošta zajišťuje smluvní služby pro jiné podnikatelské subjekty či úřady jako ČSSZ (výplata starobních důchodů), ČSOB Poštovní spořitelna a ČSOB (pronájem místa pro bankovní služby), Sazka (příjem tiketů, vyplácení výher, prodej losů), Česká pojišťovna (uzavírání smluv), platby prostřednictvím SIPO atd.). Dále Česká pošta hradí náklady na vydávání poštovních známek a uvádí poštovní známky do oběhu (včetně emisního plánu a služeb filatelistům a podobně).
Česká pošta provozuje tzv. hybridní poštu; klienti dodávají České poště písemnosti i adresy v datové formě, Česká pošta zajistí tisk písemností, zkompletuje je se správnými obálkami a doručí. Službu využívají zejména velké firmy, které často posílají velké objemy korespondence, např. výpisy z účtů. V roce 2006 začala hybridní pošta sloužit i drobným klientům: zákazník zašle poště e-mail s obrázkem či MMS a ona doručí klasický pohled.
Česká pošta poskytuje také službu Registrovaná elektronická pošta, což je elektronická obdoba doporučených listovních zásilek. Česká pošta jako důvěryhodná třetí strana garantuje průkaznost komunikace (vydává odesilateli elektronickou doručenku podepsanou adresátem).

### Důchodová služba
Česká pošta, s.p., (ČP) provádí hotovostní výplaty důchodů na základě Mandátní smlouvy o výkonu důchodové služby uzavřené s Českou správou sociálního zabezpečení (ČSSZ). ČP výplatu dávek důchodů pro ČSSZ pouze zprostředkovává.
Příjemci důchodu, kteří si nechávají důchod v hotovosti vyplácet poštou, platí za výplatu důchodu stanovenou částku; o tento poplatek je nižší vyplácená částka důchodu; tento poplatek neplatí důchodci, kterým byl důchod přiznán přiznán před 1. lednem 2010.

## Třídění a přeprava zásilek

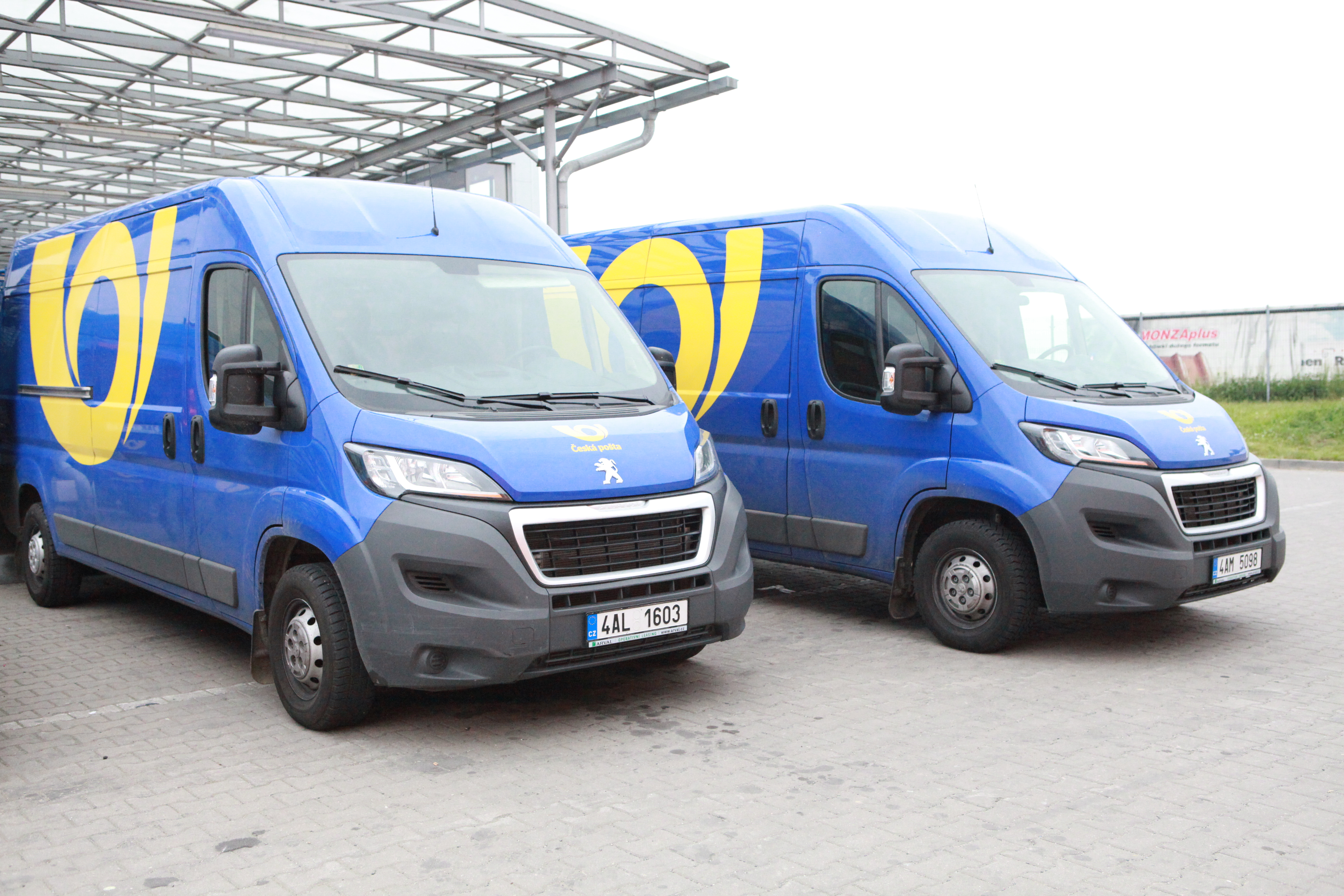
Automobily České pošty.

Zásilky, od podacích pošt a z výběrů poštovních schránek, se třídí na sběrných přepravních uzlech (SPU). Tříděním se rozumí, že je jim určen nejvhodnější směr (dle adresy) a optimální způsob dopravy (dle typu zásilky a odesílatelem zvolené služby). Česká pošta v současné době používá v rámci své vnitrostátní přepravní sítě dva druhy přepravy poštovních zásilek:
- silniční
- železniční

Do a z některých evropských států jsou poštovní zásilky též přepravovány pozemní cestou (silniční). Pro poštovní spojení se zbytkem světa využívá Česká pošta převážně letecké a některých případech i námořní linky.

### Silniční přeprava

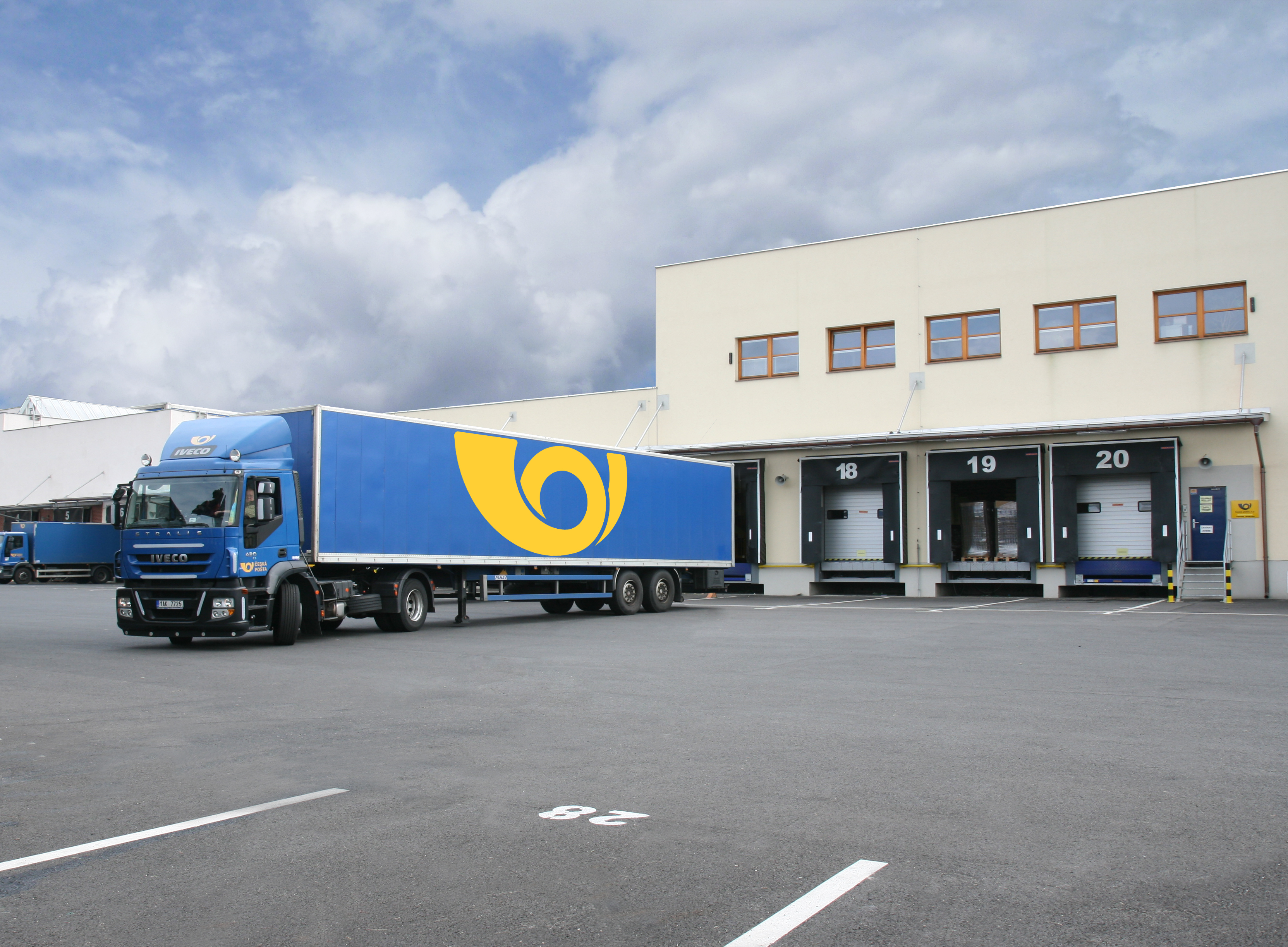
Kamionová přeprava České pošty.

Přepravu zásilek po silničních komunikacích používá Česká pošta pro poštovní spojení mezi jednotlivými SPU po celém území Česka a dále pro spojení mezi jednotlivými SPU a do jejich působnosti spadajícími poštovními provozovnami (depy, dodejnami a poštami). V současné době používá Česká pošta prakticky všechny druhy silničních vozidel; osobními počínaje a kamionovými tahači s návěsy konče.
Od roku 1958 až do 29. května 1999 byly jedním z druhů poštovních kursů silničních automobilové pošty, které byly jedním z druhů ambulantních pošt.
Od roku 2022 bude Česká pošta zajišťovat velkou část silniční přepravy zásilek (tu, kterou zajišťují automobily nad 3,5 tuny) pomocí externích firmy C.S.CARGO.

### Železniční přeprava

#### Historie

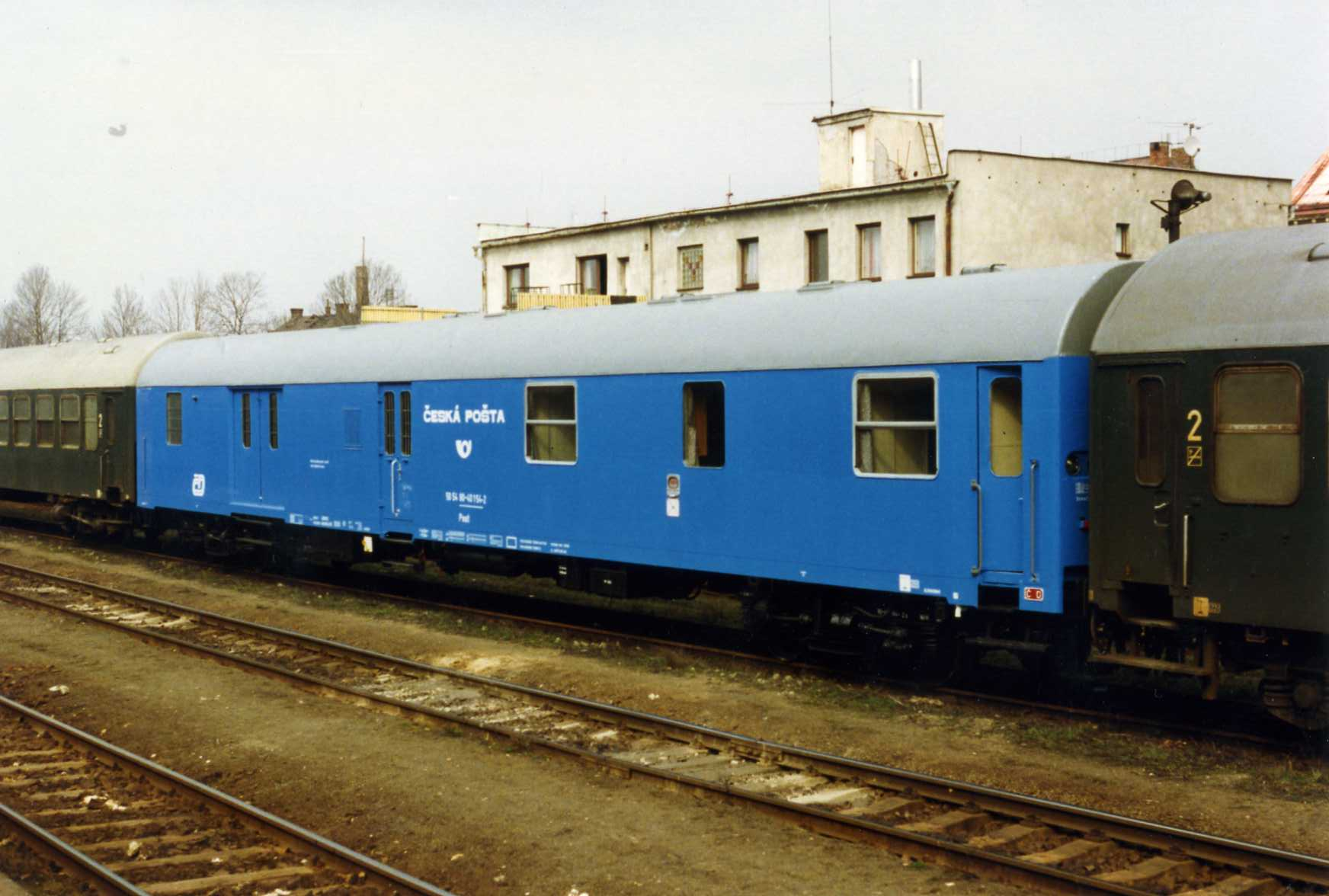
Poštovní vagon

Někdejší československá pošta fungovala tak, že na poštovních úřadovnách byly zásilky předběžně roztříděny do hlavních směrů a během přepravy vlakem byly přesněji dotřiďovány. Intervaly poštovních vlaků nebo vozů v hlavních směrech byly kolem 2 hodin. Pracovníci vlakových pošt (tzv. ambulancí) byli považováni za elitu a měli vysoké platy.
V polovině roku 1994 byly zrušeny vlakové pošty a hlavní objem poštovní přepravy byl převeden na silniční dopravu. Později byly poštovní vozy užívány již jen k přepravě zásilek v omezeném počtu přepravních relací. Vlakové pošty, známé poštovními vagóny řazenými zejména ve významných rychlících, definitivně ukončily provoz 29. května 1999. Jedním z důvodů omezování a zrušení vlakových pošt, kromě vyšší efektivnosti velkých automatizovaných třídicích linek ve sběrných uzlech, byla několikadenní stávka železničářů, kdy se při náhradním způsobu přepravy zjistilo, že není výrazně dražší.
29. května 1999 byl úplně zrušen ambulantní způsob třídění zásilek (tj. způsob, kdy byly zásilky pracovníky České pošty zpracovávány během cesty), veškeré zpracovávání poštovních zásilek od této chvíle probíhá pouze ve sběrných přepravních uzlech (SPU) či na poštách.
V jízdním řádu 2009/2010 byly pro potřeby České pošty vedeny tři páry ucelených poštovních vlaků:
- Nex 50550/55051 Poštovní expres Ostrava hl. n. 20:08 – Praha-Malešice 00:08 / Praha-Malešice 21:13 – Ostrava hl. n. 01:50
- Nex 50552/55053 Poštmistr Ostrava hl. n. 21:02 – Praha-Malešice 01:40 / Praha-Malešice 22:44 – Ostrava hl. n. 02:47
- Nex 50554/55055 Poštovský panáček Ostrava hl. n. 22:22 – Praha-Malešice 04:03 / Praha-Malešice 01:22 – Ostrava hl. n. 06:57

Zásilky byly přepravovány v uzavřených poštovních vagonech označených logem České pošty a kódem VKM POSTA. Samotnou přepravu mezi sběrnými přepravními uzly pro Českou poštu zajišťoval smluvní dopravce ČD Cargo. Ucelené poštovní expresy mezi Prahou a Ostravou byly zrušeny počínaje květnem 2023.

### Letecká přeprava
Linka na trase Ostrava – Praha – Ostrava s označením úpl 3737, zavedená 7. listopadu 1994, ukončila provoz 30. září 2010.

### Třídící uzly

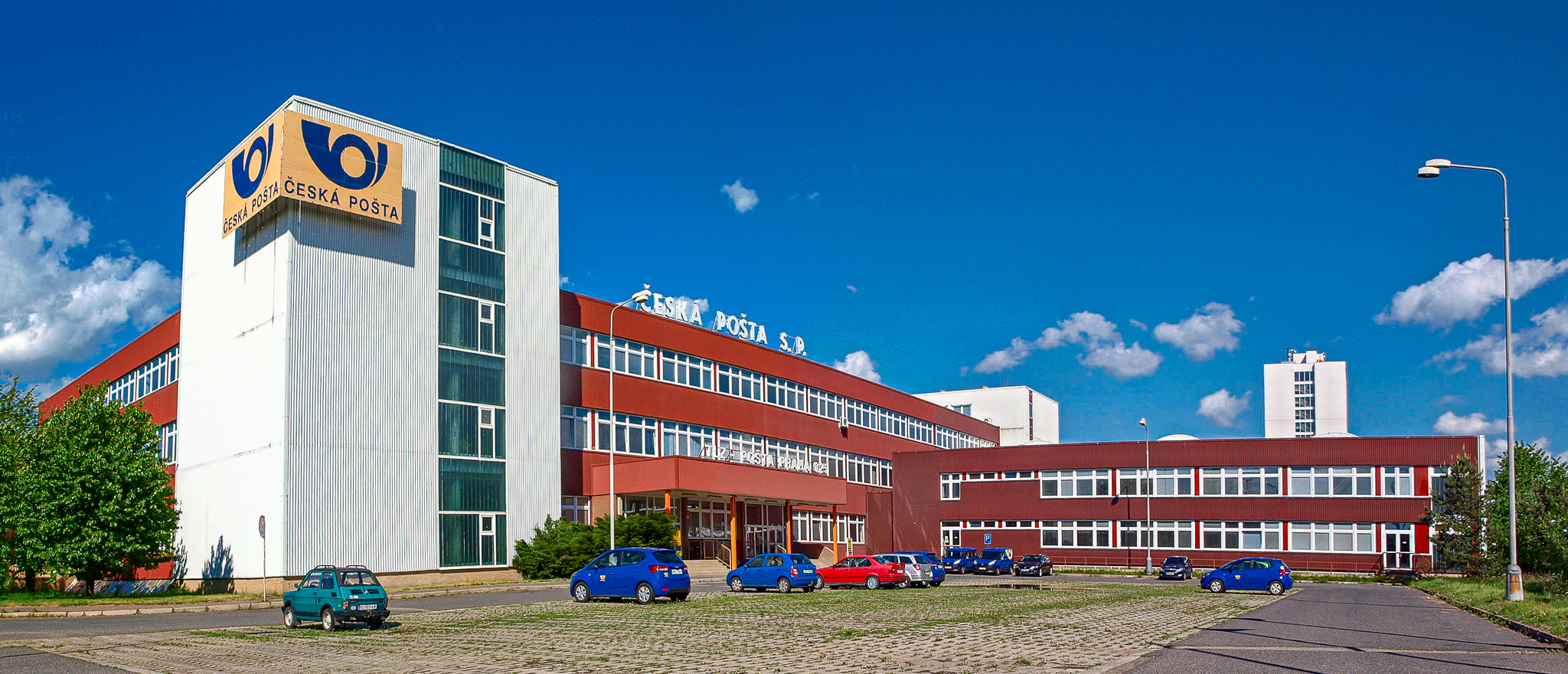
Budova sběrného uzlu v Praze-Malešicích

V roce 1997 měla ČP 70 přepravních uzlů. V roce 2022 Česká pošta provozuje 8 třídicích uzlů značených DSPU (před rokem 2022 SPU neboli sběrné přepravní uzly). Část uzlů je automatizovaná, v části se třídí ručně. V září 2022 byl zahájen provoz v novém logistickém centru České pošty v Mošnově, a to v Ostrava Airport Multimodal Parku. V roce 2023 by mělo dojít ke zrušení třídicího uzlu Olomouc a mělo by zůstat pouze 7 uzlů.

#### Třídící uzly existující v roce 2022
- Praha 022 – Malešice
- Brno 02 – Štýřice (dřívější sídlo SPU Brno 02[72] bylo u hlavního nádraží, činnost nového SPU byl zahájena 1. května 2007 a zároveň byla ukončena činnost SPU Břeclav a SPU Jihlava, území v jejich působnosti bylo zahrnuto do působnosti SPU Brno)
- Plzeň 02 – Křimice
- Olomouc 02 – Hodolany (administrativně zrušeno před dubnem 2022[73], na rok 2023 je plánované rozdělení zátěže uzlu Olomouc mezi nový uzel Ostrava – větší část a Brno – menší část [71])
- Ústí nad Labem 02 – Předlice
- České Budějovice 02 – České Budějovice 3
- Pardubice 02 – Zelené předměstí
- Ostrava 02 – Přívoz (v roce 2023 je plánován přesun z lokality Přívoz do Mošnova a spojení s uzlem v Olomouci)[71][74]

#### Zrušené třídící uzly
- Liberec 02 – zrušeno ke konci března 2014
- Česká Třebová 02 – zrušeno nejspíš 2021, určitě před dubnem 2022[73]
- Tábor 02 – zrušeno v květnu 2014

## Kvalita a dohled

### Základní kvalitativní požadavky na poskytování základních služeb
Základní kvalitativní požadavky na poskytování základních služeb jsou uvedeny ve Vyhlášce č. 464/2012 Sb., o stanovení specifikace jednotlivých základních služeb a základních kvalitativních požadavků na jejich poskytování.

### Metodika měření přepravní doby
Metody měření přepravní doby služeb mezi koncovými body pro jednotlivé prioritní zásilky a zásilky první třídy jsou uvedeny v ČSN EN 13850 "Poštovní služby – Kvalita služby – Měření přepravní doby služeb mezi koncovými body pro jednotlivé prioritní zásilky a zásilky první třídy", která stanovuje metody pro měření přepravní doby mezi koncovými body vnitrostátních a přeshraničních jednotlivých prioritních zásilek sbíraných, zpracovávaných a dodávaných operátory poštovních služeb. Bere v úvahu metody používající reprezentativní vzorky mezi koncovými body všech typů služeb jednotlivých prioritních zásilek pro adresné zásilky se stanovenými úrovněmi služby přepravní doby, nabízenými zákazníkovi. Normalizovaná metoda měření kvality služby poskytuje jednotný způsob měření přepravní doby mezi koncovými body poštovních zásilek. Použití normalizované metody měření zajistí, že měření se bude provádět objektivně a stejně u všech operátorů s souladu s požadavky směrnice 97/67/ES a jejích změn. Pro pokrytí toků s menšími objemy zásilek obsahuje tato norma oblasti pružnosti pro přizpůsobenou implementaci. Norma obsahuje rovněž specifikace pro řízení kvality a auditování systému měření.

#### Rychlost základní služby
Podle metodiky dané normou ČSN EN 13850 se zjišťovala rychlost dodání cca 30 000 zkušebních zásilek ročně. Česká pošta zavedla od 1. února 2020 dvě kategorie listovních zásilek; pouze u prioritních bylo i nadále požadováno, aby byly doručovány v pracovní den následující po dni podání (D+1). Protože se zájem zákazníků přelil do neprioritní (ekonomické) kategorie, snížil se počet zkušebních zásilek o třetinu.
Jak uvádí Český telekomunikační úřad ve svých výročních zprávách, Česká pošta plnila v letech 2016–2021 povinnost včasného dodání (D+1) nejméně 92 % prioritních poštovních zásilek. Tato skutečnost byla ověřena nezávislými testy a auditem ČTÚ.

### Dohled
Na činnost generálního ředitele a uskutečňování podnikatelských záměrů České pošty, s. p. dohlíží dozorčí rada. Od 29.3.2022 je předsedou dozorčí rady Martin Friedrich Herrmann.
Dohled nad činností České pošty v oblasti poskytování základních služeb do 31. března 2005 příslušel Ministerstvu informatiky, od 1. dubna 2005 přísluší Českému telekomunikačnímu úřadu.

### Historické údaje týkající se kvality poštovních služeb
Otakar Hölzl, odborník v oblasti spojů na pražské ČVUT, České poště v roce 2003 vytýkal, že nevychází vstříc potřebám zákazníkům a není schopná zavádět nové služby, například zabalit balík, oskenovat text určený k odeslání atd.
Zpráva dohledového orgánu (ČTÚ) z roku 2006 byla k České poště velmi kritická a uváděla mnoho desítek typů zjištěných nedostatků. Zároveň konstatovala, že nebyla zjednána náprava v řadě nedostatků, které byly vytýkány již dříve. Podle závěrů zprávy byla dostupnost základních služeb v zásadě zajištěna, ale jejich kvalita byla na nízké úrovni. Zpráva konstatovala, že nešvar nedodržování otevírací doby pošt byl zřejmě velmi rozšířen. Dále vytýkala České poště dlouhé čekací doby a polední přestávky v době, kdy je o služby největší zájem, nedostatečnou kvalitu informací podávaných zákazníkům, neoprávněné odmítnutí dodávat poštu do některých míst atd. Přestože bylo České poště uloženo zajistit ve velkých městech výdej uložených zásilek i v nedělích a o svátcích, v Praze byla tato povinnost splněna jen částečně. Hlavními příčinami stavu byl podle zprávy ČTÚ malý zájem o potřeby zákazníků, špatná organizace práce a snaha řešit interní problémy podniku na úkor zákazníků.

#### Kvalita a personální krize 2018
V létě 2018 chybělo České poště přes 1 300 zaměstnanců. To vedlo v některých místech až k porušení principu stanoveného zákonem, že zásilky mají být dodávány každý pracovní den, i k jiným problémům v oblasti kvality.